# Ромни
Ромни (укр. Ромни) град је у Украјини, у Сумској области. Према процени из 2023. у граду је живело 32.582 становника.

## Становништво
Према процени, у граду је 2012. живело 43.378 становника.
| 1979.  | 1989.  | 2001.  | 2012.  |
| ------ | ------ | ------ | ------ |
| 52.529 | 57.051 | 50.448 | 43.378 |